# Joue-la comme Beckham
Pour plus de détails, voir Fiche technique et Distribution.
Joue-la comme Beckham (Bend It Like Beckham) est un film britannico-germano-américain réalisé par Gurinder Chadha  en 2002, avec Parminder Nagra et Keira Knightley dans les rôles principaux. Avec plus de 10 millions de spectateurs, ce film fut l'un des grands succès commerciaux du cinéma britannique.

## Synopsis
À la différence de ses amies qui n'attendent que le mariage, Jessminder « Jess » Bhamra (Parminder Negra), une adolescente d'origine punjabi et de confession sikh, demeurant avec sa famille à Hounslow, dans la banlieue de Londres, est passionnée de football et idolâtre David Beckham. Elle pratique ce sport en cachette de ses parents. Bien qu'aimant profondément leur fille, ces derniers sont très stricts quant au comportement qu'elle doit avoir en société. Ils ne pensent qu'à l'option de mariage arrangé afin de lui assurer un avenir confortable et sûr. Ils sont d'ailleurs en train de préparer le mariage de Pinky, leur autre fille.
Pendant une partie dans un parc avec des amis, Juliet « Jules » Paxton (Keira Knightley), une jeune fille de son âge, issue d'un milieu très différent, la remarque. Elle l'invite à rejoindre son équipe de foot féminin, entraînée par le beau Joe (Jonathan Rhys-Meyers). Jess va alors mentir à ses parents pour entrer dans l'équipe.
Jess est tiraillée entre deux mondes qu’elle aime et qu’elle voudrait concilier. Elle finit par tomber amoureuse de l'entraîneur, ce qui créé un conflit avec Jules, qui est aussi amoureuse de Joe. De son côté, celui-ci n'est pas insensible à son charme et les deux amoureux vont devoir être solidaires face aux parents de la jeune fille.

## Fiche technique
- Titre : Joue-la comme Beckham
- Titre original : Bend It Like Beckham
- Réalisation : Gurinder Chadha
- Scénario et dialogues : Gurinder Chadha, Paul Mayeda Berges et Guljit Bindra
- Musique : Melanie Chisholm, Craig Pruess, Bally Sagoo
- Photographie : Jong Lin
- Montage : Justin Krish
- Décors : Nick Ellis
- Costumes : Ralph Wheeler-Holes
- Production : Gurinder Chadha et Deepak Nayar
- Société de production : Kintop Pictures
- Société de distribution : Helkon SK
- Budget : 3 507 000 £ (estimation)
- Pays d'origine :  Royaume-Uni,  Allemagne,  États-Unis
- Langue originale : anglais (quelques dialogues en punjabi et en hindi)
- Format : couleurs — 1,85:1 — Dolby Digital — 35 mm
- Durée : 112  minutes
- Genre : comédie dramatique
- Dates de sortie : 
  -  Royaume-Uni : 11 avril 2002
  -  Inde : 12 juillet 2002
  -  France : 20 novembre 2002
  -  Belgique : 8 janvier 2003
  -  États-Unis : 12 mars 2003
  -  Canada : 28 mars 2003

## Distribution
- Parminder Nagra (VF : Sylvie Jacob ; VQ : Camille Cyr-Desmarais) : Jessminder "Jess" Kaur Bhamra
- Keira Knightley (VF : Marie-Eugénie Maréchal ; VQ : Catherine Bonneau) : Juliette "Jules" Paxton
- Jonathan Rhys-Meyers (VF : Cyril Aubin ; VQ : Tristan Harvey) : Joe, l'entraîneur des Hounslow Harriers
- Shaheen Khan (VF : Nirupama Nityanandan ; VQ : Johanne Garneau) : Madame Bhamra, la mère de Jess
- Anupam Kher (VF : Asil Rais ; VQ : Denis Mercier) : Mohaan Singh Bhamra, le père de Jess
- Archie Panjabi (VF : Sophie Riffont ; VQ : Nadia Paradis) : Pinky Bhamra, la sœur de Jess
- Juliet Stevenson (VF : Anne Plumet ; VQ : Anne Bédard) : Paula Paxton, la mère de Jules
- Frank Harper (VF : Jean-Michel Farcy ; VQ : Jean-Luc Montminy) : Alan Paxton, le père de Jules
- Ameet Chana (VF : Serge Faliu ; VQ : Hugolin Chevrette) : Tony, l'ami de Jess
- Shaznay Lewis (VQ : Christine Séguin) : Marlena "Mel" Goines, la capitaine des Hounslow Harriers
- Pooja Shah : Meena
- Paven Virk : Bubbly
- Preeya Kalidas : Monica
- Trey Farley : Taz
- Saraj Chaudhry : Sonny
- Imran Ali : Gary
- Kulvinder Ghir : Teetu
- Shobu Kapoor : Polly
- Zohra Sehgal : Biji
- Gary Lineker : lui-même
- Alan Hansen : lui-même
- John Barnes : lui-même
- John Motson : lui-même (voix)

Source et légende : Version française (VF) sur Voxofilm et Version québécoise (VQ) sur Doublage Québec.

## Réception

### Accueil critique
Le film a obtenu de très bonnes critiques, recueillant 85 % de critiques positives, avec une note moyenne de 7,2/10 et sur la base de 148 critiques collectées, sur le site internet Rotten Tomatoes. Il obtient un score de 66/100, sur la base de 36 critiques, sur Metacritic.

### Box-office
Le film a été un surprenant succès commercial, rapportant 76 583 333 $ au box-office (dont 32 543 449 $ aux États-Unis et 16 600 511 $ au Royaume-Uni). Il a réalisé 390 663 entrées en France, 323 928 en Suisse, 64 122 en Belgique et 24 983 au Québec.

## Distinctions
Sauf mention contraire, cette liste provient d'informations de l'Internet Movie Database.

### Récompenses
- Festival international du film de Locarno 2002 : Prix du public
- Festival international du film de Marrakech 2002 : Prix spécial du jury
- Festival international du cinéma au féminin de Bordeaux 2002 : Prix spécial du jury, Prix du public, Prix de la meilleure actrice (Parminder Nagra et Keira Knightley ex aequo)
- Festival du film britannique de Dinard 2002 : Prix du public
- ESPY Awards 2003 : Meilleur film sur le sport
- Prix GLAAD Media 2004 : Meilleur film

### Nominations
- Prix du cinéma européen 2002 : Meilleur film
- British Independent Film Awards 2002 : Meilleur film indépendant britannique et révélation féminine de l'année (Parminder Nagra)
- BAFTA Awards 2003 : Meilleur film britannique
- Empire Awards 2003 : Meilleur film britannique, Meilleure actrice britannique (Keira Knightley), Révélation féminine de l'année (Parminder Nagra)
- Golden Globe du meilleur film musical ou de comédie 2004
- Satellite Awards 2004 : Meilleure comédie ou film musical, Meilleur second rôle féminin dans une comédie ou un film musical (Shaheen Khan)
- Writers Guild of America Awards 2004 : Meilleur scénario original

## Commentaires
Gurinder Chadha, la réalisatrice, considère ce film comme son plus autobiographique - bien qu'elle n'ait jamais été footballeuse. Le film a été tourné dans le quartier de Londres (Hounslow) où elle a passé son enfance et beaucoup de figurants font partie de sa propre famille. Joue-la comme Beckham appartient à un genre classique, celui des films dont le message est : « qu'importe ce que d'autres voudraient que tu sois, fais ce que tu aimes si tu es doué pour ça » (Flashdance, Billy Elliot, … Les exemples sont nombreux). Dans ce registre bien balisé, Joue-la comme Beckham parvient à surprendre, non par sa trame narrative mais par la qualité de sa distribution, par ses thèmes annexes (indianéité d'une famille londonienne, football féminin) et par son humour.

## Autour du film
- David Beckham et Victoria Beckham souhaitaient apparaître dans le film Joue-la comme Beckham mais leurs emplois du temps ont rendu cela difficile, et la réalisatrice a finalement décidé d'utiliser des sosies[8].

- Traduction littérale du titre : Brosse-la comme Beckham (en rapport avec la façon de tirer les coups francs de David Beckham).

- Le quartier où se déroule l'action, Hounslow, est une banlieue londonienne proche d'Heathrow, avec une forte communauté indienne.

- À l'occasion du 10e anniversaire de l'établissement de relations diplomatiques entre la Corée du Nord et le Royaume-Uni, Joue-la comme Beckham a été diffusé sur la télévision d'État le 26 décembre 2010. L’ambassadeur du Royaume-Uni à Pyongyang, Martin Uden, a déclaré sur Twitter que c'est « le premier film occidental à y être diffusé à la télévision »[9].